# Punggol (metrostation)
Punggol is een metrostation van de metro van Singapore aan de North East Line. Het station in Punggol is het voorlopige eindpunt van de lijn in het noordoosten van de stadstaat Singapore. Tegen 2023 wordt de lijn nog verlengd met 1,6 km spoor en een nieuwe terminus, Punggol Coast. In Punggol heeft de metroreiziger ook de mogelijkheid over te stappen op het netwerk van de Punggol Lightrail. Over twee lussen worden vier diensten aangeboden. Op de oostelijke lus wordt de hele dag door een klokwijze verbinding en een verbinding tegen de klok in aangeboden, op de westelijke lus wordt de ene verbinding om 15 uur in de namiddag vervangen door de andere verbinding.
Tegen 2030 is Punggol het geplande eindpunt van een van de trajecten van de Cross Island Line, een achtste metrolijn van Singapore.